# Сослан Рамонов
Сослан Људвикович Рамонов (рус. Сослан Людвикович Рамонов, осет. Рæмонаты Людвичы фырт Сослан; Цхинвали, 1. јануар 1991) је руски рвач слободним стилом осетског порекла, и олимпијски победник. На Олимпијским играма у Рио де Жанеиру освојио је златну медаљу у категорији до 65кг. На Светском првенству тријумфовао је 2014. у Ташкенту, а бронзани је био 2015. у Лас Вегасу.